# Buccinasco
Buccinasco – miasto i gmina we Włoszech, w regionie Lombardia, w prowincji Mediolan.
Według danych na rok 2004 gminę zamieszkiwało 25 471 osób, 2315,5 os./km².